# Malkinella
Ne doit pas être confondu avec Malkinola.
Genre
Malkinella est un genre de minuscules insectes Coléoptères de la famille des Ptiliidae. Le genre est monotypique, c'est-à-dire qu'il n'est composé que d'une seule espèce : Malkinella cavatica Dybas, 1960.

## Espèce
Selon GBIF (20 septembre 2022), le genre ne contient qu'une seule espèce  Malkinella cavatica Dybas, 1960.

## Systématique, taxinomie et dénomination
Le nom scientifique complet (avec auteur) de ce taxon est Malkinella Dybas, 1960.

### Publication originale
Henry S Dybas, A new genus of blind beetles from a cave in South Africa (publication), Inconnu, Chicago, 1960.